# Антимонополни протести в България 2013
За други протести виж Протести в България (2013).
Протестите от зимата на 2013 г. са политически протести, започнали в края на януари 2013 г. и обхванали над тридесет града в България. Първоначално породени от високи сметки за електричество и насочени срещу електроразпределителните дружества (монополисти на държавно регулирания пазар за електроенергия), протестите се насочват срещу политическата система въобще. Изблици на насилие между правоохранителните органи и протестиращите на 19 февруари 2013 в София довеждат до оставката на дясноцентристкото консервативно правителство на Бойко Борисов. Силен белег оставя самозапалването на Пламен Горанов, предизвикало широк обществен отзвук.
Първите протести са на 28 януари 2013 в Сандански и Благоевград. Те почти веднага прерастват в разнопосочни масови политически протести, насочени както срещу високите цени на тока и електрическите компании, така и срещу политическата система и управлявалите след 1989 политически класи.
Някои протестиращи настояват за свикване на Велико народно събрание, а други демонстрират за продължаване на работата на XLI Народно събрание. Сред символите, носени от протестиращите, преобладават българските знамена, но се срещат и партийни и идеологически символи.
Във Варна и Пловдив на сградите на централите на електроразпределителните дружества на нанесени материални щети. Медиите съобщават и за подпалени служебни коли на ЕРП-тата. В София, при сблъсъци покрай протестите има ранени и арестувани. Самозапалват се и изгарят 3-ма души. На 17 февруари и 3 март 2013, БТА съобщава за кратко блокиране на международния път Е79 при Благоевград, Дупница и Враца, както и на международния път Е-80 при Хасково и по оценки в медиите протестите се развиват към гражданско неподчинение.

## Предпоставки
Неефективността в българската енергетика предизвиква общественото недоволство през първото тримесечие на 2013 г., което довежда до свалянето на правителството на Бойко Борисов (ГЕРБ) поради невъзможността му да се справи с енергийната реформа, както и със социално-икономическите последици. Февруарските събития довеждат на дневен ред необходимостта от провеждането на реформа в областта на енергетиката. Служебното правителство на Марин Райков поисква изготвянето на доклад за състоянието на енергетиката на България от Световната банка и Европейската комисия. Такъв доклад е изготвен, а резултатите от него показват, че годишно страната ще губи между 800 млн. и 1 млрд. лв., ако запази цените на равнището към датата на доклада. Установени са още „непрозрачност в управлението на държавните дружества, голямо усещане за корупция и недостатъчно независим регулатор. Енергийната ефективност в България е 4 пъти по-ниска от средноевропейската“.

## Издигнати искания

### Първоначални икономически искания
По информация на в-к Сега от 18 февруари 2013, на протестите са отправени следните искания, касаещи енергетиката:
- Електроенергия:

1. Национализация на електроразпределителните дружества в страната.
2. Премахване на всички посредници, и поемане на тяхната функция от НЕК.
3. Разсекретяване на всички договори в сектор Енергетика и търсене на отговорност на подписалите ги лица.
4. Електроенергията произведена от АЕЦ-Козлодуй, да се разпределя само на вътрешния пазар за нуждите на гражданите и обществото.
5. Премахване на задължителното изкупуване на електрическа енергията от НЕК.

- Топлинна енергия:

1. Индивидуални договори с топлофикационните дружества с право на прекратяване с едномесечно предизвестие от страна на клиентите.
2. Реално отчитане на изразходваната топлоенергия.

## Хронология

### 28 януари
Масовите протести започват първо в Сандански и Благоевград на 28 януари 2013 г., след което обхващат Варна и територията на цялата страна. Те са насочени срещу енергийните монополи и високите сметки за електричество за месеците декември 2012 и януари 2013 г.

### 10 февруари
На 10 февруари 2013 г., един час и половина след полунощ, два от служебните автомобили на „ЕВН България“ в Пловдив са опожарени пред сградата на електроразпределителното дружество.
На този ден хиляди граждани от цялата страна, в това число София, Пловдив, Варна, Бургас, Русе, Велико Търново, Шумен, Благоевград, Сандански, Силистра, Ямбол, Гоце Делчев, Белене, Монтана, Добрич и Кърджали, се вдигат на протест.
В София протестът започва пред сградата на Министерството на икономиката, където министър Делян Добрев излиза да говори с протестиращите, но е замерян със снежни топки.
Протестиращите във Варна блокират движението в центъра и на Аспаруховия мост, а след това се насочват към сградата на електроразпределителното дружество „Енерго-Про Мрежи“, която по-късно замерят с яйца и камъни и счупват няколко прозореца.
На 10 февруари 2013, по информация на bTV, исканията на протестиращите са за национализация на електроразпределителните дружества в страната, премахване на всички посредници и поемане на тяхната функция от НЕК; разсекретяване на всички договори в сектор Енергетика и търсене на отговорност на подписалите ги лица; електроенергията, произведена от АЕЦ-Козлодуй, да се разпределя само на вътрешния пазар за нуждите на гражданите и обществото; да се премахне задължителното изкупуване на електроенергията от НЕК, за индивидуални договори с топлофикационните дружества с право на прекратяване с едномесечно предизвестие от страна на клиентите, както и за реално отчитане на изразходваната топлоенергия.

### 12 февруари
В София на 12 февруари с домати, пиратки, конфети и димки е атакувана централата на ДКЕВР (Държавна комисия за енергийно и водно регулиране) на митинга пред нея срещу високите цени на тока и парното организиран от ВМРО и партия Атака, запалени са чучела на финансовия министър Симеон Дянков и на енергийния министър Делян Добрев.

### 13 февруари
На 13 февруари 2013 г. Иван Петров, един от организаторите във Варна, е нападнат след митинг и е намушкан с нож.

### 17 февруари
На 17 февруари 2013 г. протестът вече обхваща над 35 града а протестиращите са над сто хиляди. Освен в столицата, протести се провеждат още в Пловдив, Варна (30 000 души), Бургас, Русе, Велико Търново, Шумен, Благоевград, Сандански, Силистра, Ямбол, Гоце Делчев, Монтана, Добрич, Кърджали, Дупница, Хасково, Кнежа, Раднево, Свиленград, Стара Загора, Кубрат, Разград, Левски, Плевен, Ботевград, Самоков, Ловеч, Перник, Петрич, Кюстендил, Враца, Видин, Сливен и Пазарджик. В много от тях шествията и демонстрациите прерастват в гражданско неподчинение. Блокират се ключови пътни артерии, кръстовища и магистрали, а камъни, бутилки, яйца, картофи, домати и други са хвърляни по колите на жандармерията и по сградите на енергоразпределителните дружества, Министерството на икономиката и по Народното събрание.

### 18 февруари
Вицепремиерът и финансов министър Симеон Дянков подава оставка.
Министър-председателят Бойко Борисов все още няма намерение да подава оставката на кабинета. Привечер до Народното събрание и на бул. Христо Ботев се стига до сблъсъци между протестиращи и полиция.

### 19 февруари
Протестите продължават и в деня на честването на годишнината от смъртта на Васил Левски, когато напрежението в София ескалира. Първоначално демонстрантите се събират пред Народното събрание и на Орлов мост. Привечер около паметника „Левски“ се състои честването на годишнината от смъртта на Васил Левски. На мястото присъства президентът Росен Плевнелиев, премиерът Бойко Борисов не се появява. Достъпът до събитието е ограничен от полицейските части и жандармерията. Протестиращите са възпрепятствани да положат цветя пред паметника на Апостола и това довежда до гневни реакции от тяхна страна. Те обграждат района около монумента, скандират „мафия“, „оставка“, „еничари“. След 19 ч. демонстрантите обграждат парламента, след което блокират движението на Орлов мост. Вечерта се стига до ескалация на напрежението и до сблъсъци с полицията, в резултат на което има няколко ранени граждани.

### 20 февруари
На 20 февруари, около 7.30 сутринта, 36 – годишният фотограф и алпинист Пламен Горанов се самозапалва във Варна в протест срещу управляващите политици и кмета на Варна Кирил Йорданов. Актът му предизвиква остри реакции сред българското общество. Горанов се превръща в символ на протестите, сравняват го с чешкия студент Ян Палах, също самозапалил се в знак на протест през Пражката пролет от 1968 г.
38 минути след самозапалването на Пламен Горанов, министър-председателят Бойко Борисов депозира оставката на правителството на ГЕРБ в парламента. Въпреки това протестите продължават.

### 21 февруари
Оставката на правителството е приета с 209 гласа „за“, 5 гласа против и 1 въздържал се.
Минути след приемането на оставката, премиерът Бойко Борисов съобщава новината, че лидерът на ДПС Ахмед Доган е подготвял покушение срещу него, позовавайки се на материал на Националната разузнавателна служба, постъпил като сигнал от друга „партньорска служба“.
Организиран е контрапротест в подкрепа на правителството от симпатизанти на ГЕРБ.
Президентът на Република България Росен Плевнелиев дава официално изявление точно в 15:00 часа.
Обсъжда се свикването на служебно правителство.

### 24 февруари
Национален протест – по официални данни по улиците на големите градове в страната излизат над 100 000 души. Само във Варна по данни на МВР броят на демонстрантите е около 50 000. Протестите са срещу монополите и срещу политическата система. На демонстрациите в София се появяват плакати с предложения за мажоритарна избирателна система, намаляване на броя на депутатите, национализиране на енерго дружествата, негодувание срещу демографската криза и лошите условия на живот. Протестиращите потеглят от Ларгото, окупират Народното събрание и Орлов мост, след което се насочват към сградата на Съдебната палата.
Президентът Росен Плевнелиев отива при протестиращи в столицата, освиркан е, връчени са му техните искания и се оттегля. В демонстрациите в София се включва няколко хиляден марш на ВМРО воден от лидерите на организацията. В Пловдив демонстративно е изгорено копие на Конституцията. Във Варна над десетки хиляди се събират пред сградата на „Енерго Про“, а после и пред общината.
Българи, работещи и живеещи на много места в чужбина, също организират протести в знак на солидарност със случващото се в България. Протести се провеждат в: Атина, Барселона, Берлин, Валенсия, Виена, Дюселдорф, Лондон, Мадрид, Мюнхен, Франкфурт, и други градове.
В същия ден русенският митрополит Неофит е избран за български патриарх.

### 3 март
В деня на националния празник на България, в който се чества 135-ата годишнина от Освобождението на България от османска власт, граждани от цялата страна излизат на национален протест. В много градове това става под звуците на химна, бунтовнически възрожденски песни, а демонстрантите носят портрети на Левски и Ботев. Във Варна на мирно протестно шествие под лозунги срещу монополите и за неплащане на сметки, за смяна на системата в държавата според различни източници излизат между 50 000 и 70 000 души, те заплашват с гражданско неподчинение, настояват за оставка на кмета и искат освобождаване на Варна от групировката ТИМ. В София също излизат хиляди. Протестиращите от гражданските движения обявяват издигането на палатков лагер пред НС. Площадът при паметника на Цар Освободител е прочистен и затворен от жандармерията, на него не са допуснати никакви граждани, официалните лица са пазени от плътни полицейски кордони и заграждения изнесени далеч пред пл. Народно събрание, подобно е положението и на площад Александър Невски докато политиците са там.

### 4 март
Издигнат е палатков лагер пред НС от протестиращите на Орлов мост, те обвиняват левият функционер Ангел Славчев, че движението е узурпирано от прокомунисти за техните партийни цели. Медиите съобщават за смъртта на самозапалилия се на 20 февруари варненски фотограф Пламен Горанов, в цялата страна стават мълчаливи митинги в негова памет. Друг самозапалил се на 26 февруари заради високите сметки за ток – Венцислав Василев от Раднево изпада в клинична смърт. Първият самозапалил се в Търново на бул. България на 18 февруари 26 годишен Траян Маречков изгаря и умира още на 19 февруари.

### 16 март
Част от протестиращите учредяват гражданско движение „Освобождение“ и правят заявка за участие в парламентарните избори през май.

## Участници
Опит за създаване на „национален комитет“ на протестиращите прави „кръглата маса“ в София, свикана на 23 февруари и 2 март, чиито заседания се ръководят от
- Десислава Петрова, София, активистка на организацията „Лесбийки, гейове, бисексуални и трансджендър“ и функционер на Български хелзинкски комитет, „зелен“ активист, арестувана при разблокирането на Орлов мост в 2007 г., участник в национални и международни проекти и кампании, свързани с междукултурния диалог и етническите малцинства.[31]
- Кристиян Коев, флейтист, доведен син на адютанта на Че Гевара Мануел Дучесне.[32]
- Таско Ерменков,[33] бивш шеф (2003 – 2010 г.) на държавната агенция за енергоефективност в правителствата на НДСВ и Тройната коалиция, мажоритарен кандидат за депутат от лявата Коалиция за България в София на парламентарните избори 2009 г., държавен координатор и ръководител на проекти, финансирани от Световната банка,[34] уволнен при правителството на ГЕРБ, депутат в XLII, XLIII и XLIV народно събрание.

В заседанията участват циганската медийна звезда Кремена Будинова, Слави Георгиев и Поли Карастоянова, функционери на движението ГОРД на Слави Бинев, представители на Съюза за стопанска инициатива, близки до Алексей Петров, в начинанието на първото заседание участва и режисьорът Андрей Слабаков, но след него се оттегля. Опитът на президента да направи обществен съвет с организаторите на протестите се проваля със скандал.
В протестите активно участват леви активисти анархисти, комунисти от движението „Че Гевара“, Съюз на комунистите в България, които предизвикват юмручни схватки с протестиращи десни противници на комунизма, пенсионери, функционери на движението „Сила“ имащо връзки с Алексей Петров, други са участвали в размириците на Орлов мост при „зелените протести“ от 2012 г., мотивирани от уволнения директор на парк Витоша и зелен активист Тома Белев. Освен тях в протестите са увлечени и много предимно млади граждани, недоволни от системата, футболни агитки, студенти, хора, близки до „анонимните“ и антиглобализма, патриотични организации, българи, чувстващи унизено човешкото и националното си достойнство и т.н. Освен обвиненията за замесени фигури и кръгове, близки до Алексей Петров „Октопода“, в медиите проникват информации, че протестът е режисиран директно в социалните мрежи и подклаждан от БСП

## Причина за протестите
Недоволството на протестиращите ескалира от завишените сметки за ток от началото на годината. Според френския посланик в България Филип Отие причина за протестите е дефицитът на доверие срещу цялата политическа класа и целият български елит, поради това, че преходът твърде често е опорочаван в полза на частни и непрозрачни интереси.